# Oxyconger leptognathus
Oxyconger leptognathus is een straalvinnige vissensoort uit de familie van snoekalen (Muraenesocidae). De wetenschappelijke naam van de soort is voor het eerst geldig gepubliceerd in 1858 door Bleeker.